# Ontkenning (psychologie)
Ontkenning is een psychisch afweermechanisme. Het verschijnsel treedt op als iemand wordt geconfronteerd met gevoelens of emoties die moeilijk of helemaal niet te accepteren zijn. De persoon spreekt dan de feiten tegen om het negatieve gevoel niet te hoeven confronteren.
Een ontkenning kan introvert of extravert zijn: 
- introverte ontkenningen zijn ontkenningen tegenover zichzelf. Je houdt dan dus jezelf voor de gek (spreekwoordelijk). Dit heeft volgens de theorie van de psychoanalyse te maken met het Ich en het Über-ich.
- extraverte ontkenningen zijn ontkenningen tegenover anderen. Ook dit heeft volgens aanhangers van Sigmund Freud met het ich en het Über-ich te maken, maar heeft invloed op anderen.

Als iemand bijvoorbeeld is ontslagen, kan hij dit ontkennen door zichzelf en zijn omgeving ervan te overtuigen dat het wel weer goed zal komen als hij weer naar zijn werk gaat. Als de relatie met een partner is beëindigd, kan iemand dit ontkennen door te vinden dat het alleen maar om een tijdelijke ruzie gaat.
Vaak is ontkenning de eerste fase van rouwverwerking. Het geeft iemand gelegenheid om verdriet stapsgewijs te verwerken.